# Footjob
Le footjob (traduction de l'anglais : « travail du pied »), ou branlette thaïlandaise, désigne une pratique sexuelle effectuée avec les pieds frottés sur un partenaire consentant dans le but d'obtenir une excitation sexuelle ou un orgasme,.
Cette pratique est considérée comme partie intégrante du fétichisme du pied. Le footjob est habituellement pratiqué sur les hommes lorsque leur partenaire frottent ou caressent leur pénis avec leurs pieds ou doigts de pied. Le footjob peut également désigner la même pratique chez les femmes mais sur les seins ou la vulve,.

## Pratiques
Le footjob est une forme de caresse sensuelle et sexuelle qui peut être effectuée lors d'un jeu de rôle et qui peut aller jusqu'à l'orgasme pour le partenaire receveur. Le partenaire effectuant le footjob utilise ses pieds nus pour stimuler son partenaire en frottant, caressant ou masturbant ses parties génitales.
Il existe de nombreuses positions pour effectuer un footjob. Les deux partenaires peuvent s'assoir face-à-face, tandis que l'un stimule l'autre avec ses pieds. Le partenaire effectuant le footjob peut également se coucher sur le ventre, à l'opposé de son partenaire puis utiliser ses pieds pour le masturber ; ce type de pratique est appelé « footjob à l'envers ». D'une manière alternative, le partenaire receveur peut s'asseoir ou s'immobiliser plus haut que son partenaire donneur (sur une chaise ou un lit) pour recevoir un footjob. Au contraire, le partenaire receveur peut se coucher sur le sol et laisser le partenaire donneur effectuer un footjob.

## Médias
- Le film britannique 9 Songs montre une scène rapide de footjob entre Kieran O'Brien et Margo Stilley
- Dans le titre Kalash chanté en duo par les rappeurs Booba et Kaaris sur l'album Futur (2012), Kaaris chante : « J'ai des jambes à la place des bras / Elle pense que j'suis en train d'la doigter / J'lui mets mon gros doigt d'pied ! ».

## Illustration

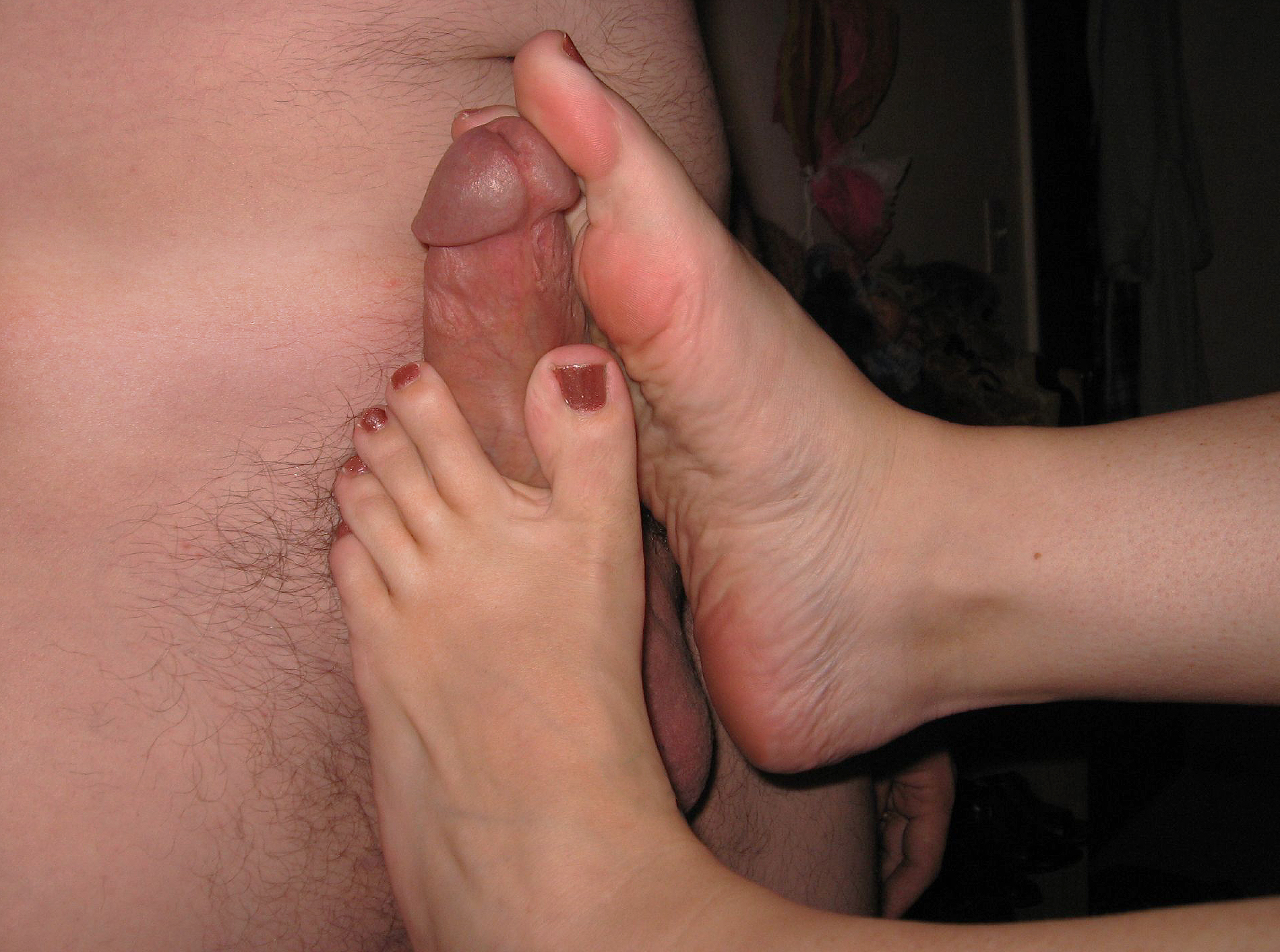
Exemple de en avec la plante des pieds.